# Salacighia
Salacighia är ett släkte av benvedsväxter. Salacighia ingår i familjen Celastraceae.
Kladogram enligt Catalogue of Life:
| Salacighia | \| \| Salacighia letestuana \| \| \| \| \| \| Salacighia linderi \| \| \| \| |
|            | \| \| Salacighia letestuana \| \| \| \| \| \| Salacighia linderi \| \| \| \| |
|            | Salacighia letestuana                                                        |
|            |                                                                              |
|            | Salacighia linderi                                                           |
|            |                                                                              |